# 大炮台山
大炮台山（葡萄牙語：Monte），原稱柿山，又稱聖保祿山，是澳門半島第四高山崗，高海拔57.3公尺，位於澳門半島中西部，現泛指大炮台周圍的地方，頂部是大炮台的所在地。
初時山上多植柿樹，故名柿山。自葡人來澳後，柿樹日漸斬伐，早已無存。有呼為史山、市山，實為訛音。